# Uwe Böhme

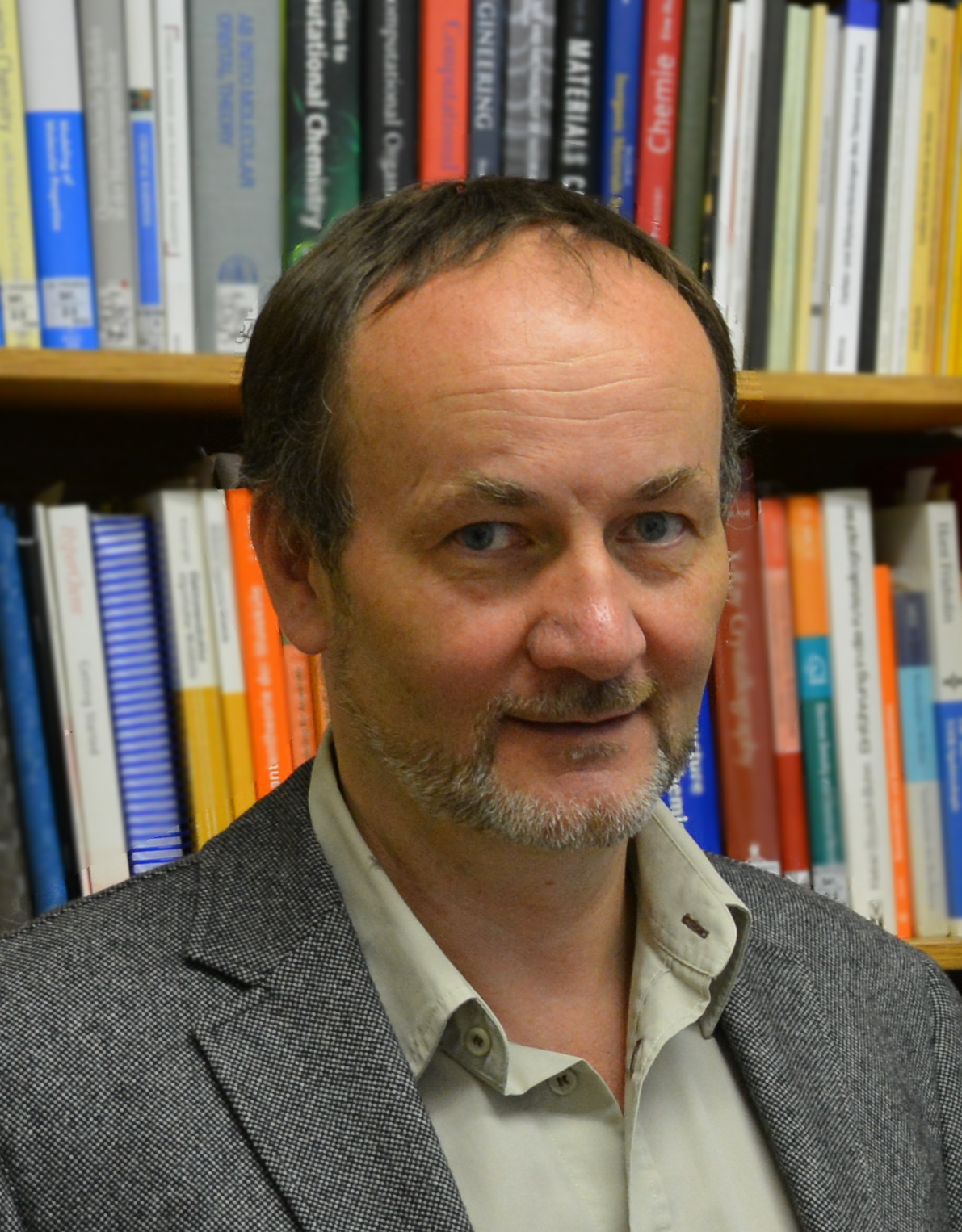
Uwe Böhme (2020)

Uwe Böhme (* 1962 in Stollberg/Erzgeb.) ist ein deutscher Chemiker und Sachbuchautor.

## Leben
Böhme studierte Chemie an der TH Leuna-Merseburg. Von 1988 bis 1992 arbeitete er als wissenschaftlicher Assistent in der Arbeitsgruppe von Karl-Heinz Thiele und wurde 1992 über Synthese und Reaktivität von ringsubstituierten Zirconocenverbindungen promoviert. Arbeitsaufenthalte während des Studiums und der Promotionszeit führten ihn nach Warschau (Politechnika Warszawska), Mülheim (MPI für Kohlenforschung) und Stuttgart (MPI für Festkörperforschung). Nach der Promotion absolvierte er einen Postdoc-Aufenthalt bei Robin J. H. Clark am University College London. Seit 1993 arbeitet er an der Technischen Universität Bergakademie Freiberg im Institut für Anorganische Chemie. Er habilitierte sich 2004 und verfügt über die Lehrberechtigung (Venia Legendi) für Anorganische und Theoretische Chemie.

## Arbeitsgebiete
Die Koordinationschemie des Siliciums steht im Mittelpunkt von Böhmes Arbeiten. Er untersucht hyperkoordinierte Siliciumverbindungen, die er durch dreizähnige O,N,O’-Liganden erzeugt. Dabei kann die Koordinationsgeometrie des Siliciums gezielt verändert und so maßgeschneiderte Verbindungen erzeugt werden. Ein weiteres Arbeitsgebiet sind Silane als hochreaktive Präkursoren zur Erzeugung von elektronischen Schichten und Schaltkreisen auf nahezu beliebigen Substraten. So führte er zum Beispiel Strukturanalysen der pyrophoren und hoch reaktiven Silane Neoptentasilan, Cyclopentasilan und Cyclohexasilan aus. Dies gelang durch in-situ Kristallisation der flüssigen Verbindungen auf dem Einkristalldiffraktometer. Mögliche Anwendungen dieser Silane als Präkursoren zur Abscheidung von Halbleiterschichten wurden in einem Review-Artikel zusammenfassend dargestellt.

## Werke/Schriften
- Inertgastechnik: Arbeiten unter Schutzgas in der Chemie. De Gruyter Oldenbourg, 2020, ISBN 3-11-062703-5.
- Anorganische Chemie für Dummies. Wiley-VCH Verlag, Weinheim, 3. Auflage 2019, ISBN 3-527-71621-1.
- Vorkurs Chemie für Dummies. Wiley-VCH Verlag, Weinheim, 2014, ISBN 3-527-71125-2.
- Anorganische Chemie kompakt für Dummies. Wiley-VCH Verlag, Weinheim, 2014, ISBN 3-527-71125-2.
- Chemie für Ingenieure für Dummies. Wiley-VCH Verlag, Weinheim, 2012, ISBN 3-527-70682-8.
- Quantenchemische Studien zur Struktur und Reaktivität von Carben- und Silylenverbindungen des Titaniums und Eisens. Habilitationsschrift, Books on Demand, Norderstedt 2005, ISBN 3-8334-2639-X.